# Bezirk Kołomea
Bezirk Kołomea – dawny powiat (Bezirk) kraju koronnego Królestwo Galicji i Lodomerii, funkcjonujący w latach 1854–1867. Siedzibą starostwa było miasto Kołomea (Kołomyja).

## Historia
Bezirk Kołomea utworzono w ramach reformy uwłaszczeniowej z okresu Wiosny Ludów (1848–1849), która likwidowała jurysdykcję właściciela ziemskiego nad poddanymi. W Galicji, dominium – jako podstawowa jednostka administracyjna i filar systemu feudalnego straciło rację bytu. Konieczne stało się zatem wprowadzenie nowego systemu administracyjnego, którego zręby powstały w latach 1851–1855. Nowy trójstopniowy podział administracyjny objął 21 cyrkułów (niem. Kreise), 179 małych powiatów (niem. Bezirke) i ponad 6000 gmin (niem. Gemeinde).
Bezirk Kołomea objął obszar o wielkości 5,8 mil², zamieszkany przez 31.154 ludzi i podzielony na 26 gmin katastralnych, w tym jedno miasto (Kołomea). Wszedł w skład cyrkułu kołomyjskiego, jako jeden z jego dziewięciu powiatów. Od południa graniczył na krótkim odcinku z Księstwem Bukowiny, stanowiącym kraj koronny Cesarstwa Austrii.
Po nadaniu Galicji autonomii oraz powołaniu samorządu gminnego i powiatowego w 1865 zlikwidowano cyrkuły (Kreise). Dotychczasowe małe powiaty (Bezirke) w liczbie 179, utrzymały się do 1867 roku, kiedy to w następstwie kolejnej reformy administracyjnej (23 stycznia 1867) zostały zastąpione przez 74 większe powiaty. Obszar zniesionego Bezirk Kołomea wszedł wtedy w całości w skład nowego powiatu kołomyjskiego.

## Podział administracyjny (1854)
| Lp. | Gmina jednostkowa         | Powierzchnia | Ludność | Powiat w 1867 po zniesieniu |
| --- | ------------------------- | ------------ | ------- | --------------------------- |
| 1   | Kołomea (M)               | 6166         | 13349   | kołomyjski                  |
| 2   | Mariahilf                 | 6166         | 286     | kołomyjski                  |
| 3   | Oskrzesińce               | 1911         | 1085    | kołomyjski                  |
| 4   | Kornicz                   | 5566         | 1281    | kołomyjski                  |
| 5   | Kropiwiszcze              | 5566         | 154     | kołomyjski                  |
| 6   | Korolówka                 | 780          | 356     | kołomyjski                  |
| 7   | Ceniawa                   | 1806         | 984     | kołomyjski                  |
| 8   | Piadyki                   | 2629         | 1014    | kołomyjski                  |
| 9   | Matyjowce                 | 1790         | 558     | kołomyjski                  |
| 10  | Pererów                   | 3315         | 1157    | kołomyjski                  |
| 11  | Wołowa                    | 3315         | 32      | kołomyjski                  |
| 12  | Pilipy                    | 3315         | 1262    | kołomyjski                  |
| 13  | Załucze nad Prutem        | 1318         | 727     | kołomyjski                  |
| 14  | Sopów                     | 2903         | 1068    | kołomyjski                  |
| 15  | Diatkowce                 | 250          | 259     | kołomyjski                  |
| 16  | Kujdańce                  | 654          | 638     | kołomyjski                  |
| 17  | Zamulińce                 | 1364         | 849     | kołomyjski                  |
| 18  | Debesławce z Michałówką   | 3821         | 813     | kołomyjski                  |
| 19  | Tracz                     | 3821         | 93      | kołomyjski                  |
| 20  | Słobódka Leśna z Puharami | 7312         | 829     | kołomyjski                  |
| 21  | Kamionka Mała             | 3827         | 422     | kołomyjski                  |
| 22  | Gody                      | 3827         | 119     | kołomyjski                  |
| 23  | Czeremchów                | 2180         | 910     | kołomyjski                  |
| 24  | Korszów                   | 6843         | 1215    | kołomyjski                  |
| 25  | Liski                     | 529          | 580     | kołomyjski                  |
| 26  | Siemakowce                | 1844         | 1113    | kołomyjski                  |

Objaśnienie:
(M) = miasto; (m) = miasteczko